# 中山造

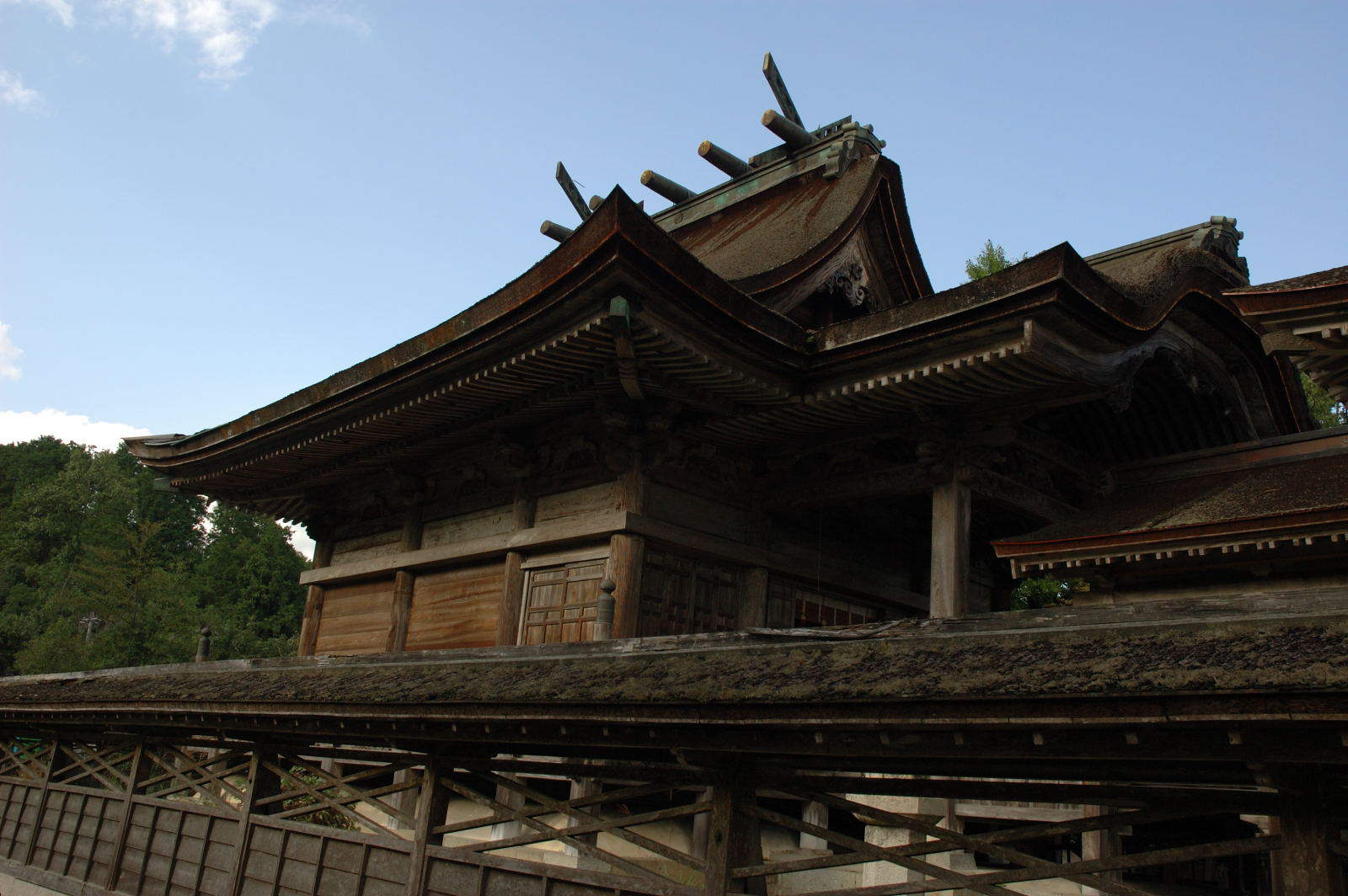
中山神社本殿（岡山県津山市、重要文化財）

中山造（なかやまづくり）は、日本の神社建築様式の1つである。

## 概要
岡山県津山市一帯に鎮座する神社の本殿に見られる独特の様式で、津山市の美作国一宮、中山神社の本殿を代表とする。

## 構造
方3間の入母屋造妻入の身舎正面に、1間の向唐破風の向拝を付す。

## 中山造本殿の例

### 重要文化財（国指定）
- 中山神社（岡山県津山市）
- 美作総社宮（同上）
- 鶴山八幡宮（同上）

### その他
- 高野神社（津山市）（岡山県指定文化財）
- 徳守神社（同上）（岡山県指定文化財）
- 高田神社（岡山県真庭市）（真庭市指定文化財）